# Dragon Ball
Dragon Ball (ドラゴンボール?, Doragon Bōru, lett. "Sfera del drago" in inglese) è un manga scritto e disegnato da Akira Toriyama. Serializzato sulla rivista Weekly Shōnen Jump di Shūeisha dal 20 novembre 1984 al 23 maggio 1995, i singoli capitoli sono stati raccolti e pubblicati in 42 volumi tankōbon dal 10 settembre 1985 al 4 agosto 1995. Prendendo ispirazione dal classico della letteratura cinese Il viaggio in Occidente, Dragon Ball ripercorre le avventure del protagonista Son Goku dall'infanzia all'età adulta, mentre si allena nelle arti marziali ed esplora il mondo alla ricerca di sette sfere magiche, in grado di evocare un drago capace di esaudire un desiderio. Nel corso del suo viaggio Goku si fa molti amici e affronta numerosi antagonisti che minacciano la pace dell'universo.
Il manga è stato adattato in due serie anime prodotte da Toei Animation: Dragon Ball e Dragon Ball Z, trasmesse in Giappone dal 1986 al 1996. Inoltre la Toei ha realizzato 21 film cinematografici e tre special televisivi, oltre al sequel Dragon Ball GT (1996) e i midquel Dragon Ball Super (2015) e Dragon Ball Daima (2024). Dal 2009 al 2015 è stato trasmesso Dragon Ball Kai, una versione rivisitata e corretta di Dragon Ball Z in cui sono stati rimossi i filmati e le scene non presenti nel manga.
I diritti per un adattamento in italiano sono stati rilevati da Star Comics, che ne ha pubblicato una prima edizione in 62 volumi dal 1995 al 1997, priva di censure ma con un adattamento non sempre fedele. Esso costituisce il primo manga in Italia in cui sia stato mantenuto il senso di lettura originale giapponese, da destra a sinistra. A questa versione hanno fatto seguito diverse ristampe, alcune delle quali (la seconda e la terza) presentano alcune censure, per adattare il prodotto a un pubblico giovanile; a partire dalla quarta ristampa (la Evergreen Edition) le censure sono state di nuovo rimosse, e inoltre la traduzione è stata riveduta e corretta per renderla maggiormente fedele all'originale.
Dalla sua pubblicazione Dragon Ball è diventata una delle serie manga e anime più popolari in assoluto. I suoi volumi hanno venduto più di 260 milioni di copie in tutto il mondo, rendendolo uno dei manga più venduti di sempre. Critici ed esperti ne hanno elogiato lo stile, la caratterizzazione dei personaggi e l'umorismo. Dragon Ball è universalmente considerato uno dei migliori manga mai realizzati e uno dei più influenti, con molti mangaka di successo che l'hanno citato come fonte d'ispirazione per le loro opere.
Molte aziende hanno prodotto vari tipi di merchandising legato alla serie, il che ha generato un vasto media franchise che include: manga spin-off, film d'animazione e live action, giochi di carte collezionabili, action figure, colonne sonore e numerosi videogiochi.

## Ambientazione
L'universo di Dragon Ball presenta un gran numero di pianeti abitati e di specie extraterrestri, ma la Terra rimane il luogo principale dove si svolgono le avventure della storia. Nonostante il nome del pianeta sia lo stesso della sua controparte reale, esso è formato da un unico continente che copre larga parte del pianeta più numerose isole disseminate per l'oceano. La popolazione è concentrata perlopiù in grandi città dall'aspetto futuristico, mentre il resto è sparso in piccoli gruppi in giro per il globo. Insieme a una tecnologia avanzata, che ha permesso la costruzione di oggetti che vanno da mezzi di trasporto volanti fino a esseri artificiali dall'aspetto umano e perfettamente autonomi, nel mondo è presente anche una forma di magia. Un'altra grande differenza rispetto al mondo reale è la presenza di dinosauri e animali antropomorfi, i quali sono perfettamente integrati all'interno dell'ecosistema e della società umana. Gli stessi umani sono in grado di sviluppare capacità telecinetiche o sovrumane e di utilizzare tecniche di combattimento che usano, oltre alla semplice forza fisica, la forza spirituale o "aura", dando vita a colpi energetici o di altra natura.
In Dragon Ball è inoltre possibile viaggiare nel tempo: ciò porta alla formazione di più linee temporali e universi paralleli, attraverso i quali si muovono i personaggi e che rivestono una grande importanza ai fini della trama.

## Trama
Son Goku, un bambino con la coda di scimmia e la forza smisurata, incontra un giorno una ragazza di nome Bulma. Ella è alla ricerca delle sette sfere del drago, potenti oggetti magici che, se riuniti, permettono di evocare il drago Shenron, creatura che esaudisce un qualunque desiderio a colui che l'ha richiamato. Goku viene quindi persuaso da Bulma ad aiutarla nella ricerca delle sfere e i due partono per un lungo viaggio, nel corso del quale fanno numerosi incontri. In seguito Goku si sottopone agli allenamenti del Maestro Muten e partecipa a numerose edizioni del Torneo Tenkaichi, un campionato mondiale di arti marziali che si svolge ogni tre anni. Nel corso della sua crescita e del suo sviluppo, affronta numerosi nemici, tra cui Piccolo, figlio e reincarnazione di una creatura demoniaca, diventando così il combattente più forte della Terra.
Ormai adulto, Goku scopre di appartenere alla razza extraterrestre dei Saiyan, un crudele popolo di combattenti che lo aveva spedito sulla Terra ancora in fasce. Poco dopo il suo arrivo aveva però subito un trauma cranico, perdendo in questo la memoria e quindi anche la sua natura aggressiva. Ciò nonostante il giovane decide di continuare a difendere il suo pianeta d'adozione dall'attacco di nemici sempre più forti. In questo modo, insieme alla sua famiglia e ai suoi amici, affronta Freezer, Cell e Majin Bu, ergendosi a protettore della Terra e dell'universo intero.

## Personaggi
Dragon Ball presenta una ricca galleria di personaggi. L'introduzione di nuovi personaggi nel corso della storia avviene spesso a discapito dei più vecchi; tuttavia alcuni mantengono un posto di rilievo per tutta la durata della serie.
Son Goku è il personaggio principale. Bambino all'inizio dell'avventura, non cessa mai di superare i propri limiti e acquisisce progressivamente poteri e abilità sempre maggiori. Si scopre appartenere alla razza aliena dei Saiyan, un popolo di temibili guerrieri. All'inizio della storia incontra Bulma, una giovane ragazza piena di idee, che gli fa scoprire il mondo e partire alla ricerca delle sfere del drago. Pur non sapendo combattere, Bulma occupa un ruolo di primo piano in tutta l'avventura grazie alle sue doti tecniche e le sue invenzioni. I due fanno poi la conoscenza del Maestro Muten, primo maestro e allenatore di Goku e creatore della tecnica principale della serie, la Kamehameha. Muten avrà anche un altro allievo, Crilin. Durante l'allenamento Goku e Crilin diventano amici e rimarranno tali per tutto il corso della storia. In seguito Goku si sposa con Chichi e danno alla luce il loro primo figlio, Son Gohan. Timido e pacifico, Gohan acquista importanza con il procedere della trama, fino quasi a diventare il personaggio principale della seconda parte della serie.
Personaggi di primo piano - inizialmente avversari, ma che gradualmente passano al ruolo di alleati - comprendono Piccolo, la reincarnazione della parte malvagia di un extraterrestre originario del pianeta Namecc, e Vegeta, il principe del popolo dei Saiyan dalla natura in origine crudele e violenta. Egli mantiene nel corso della storia un'accesa rivalità con Goku, che tenta in ogni modo di superare in termini di forza. Freezer, Cell e Majin Bu sono i tre avversari principali della seconda parte della serie. Tuttavia il lato buono di Bu si schiera dalla parte dei protagonisti dopo essere stato fisicamente separato dal suo corpo originale, mentre la sua parte malefica è sconfitta da Goku e reincarnato in Ub, un ragazzino timido, gentile, ma molto potente, che Goku prenderà come discepolo.

## Creazione e sviluppo

### Origine ed evoluzione della storia

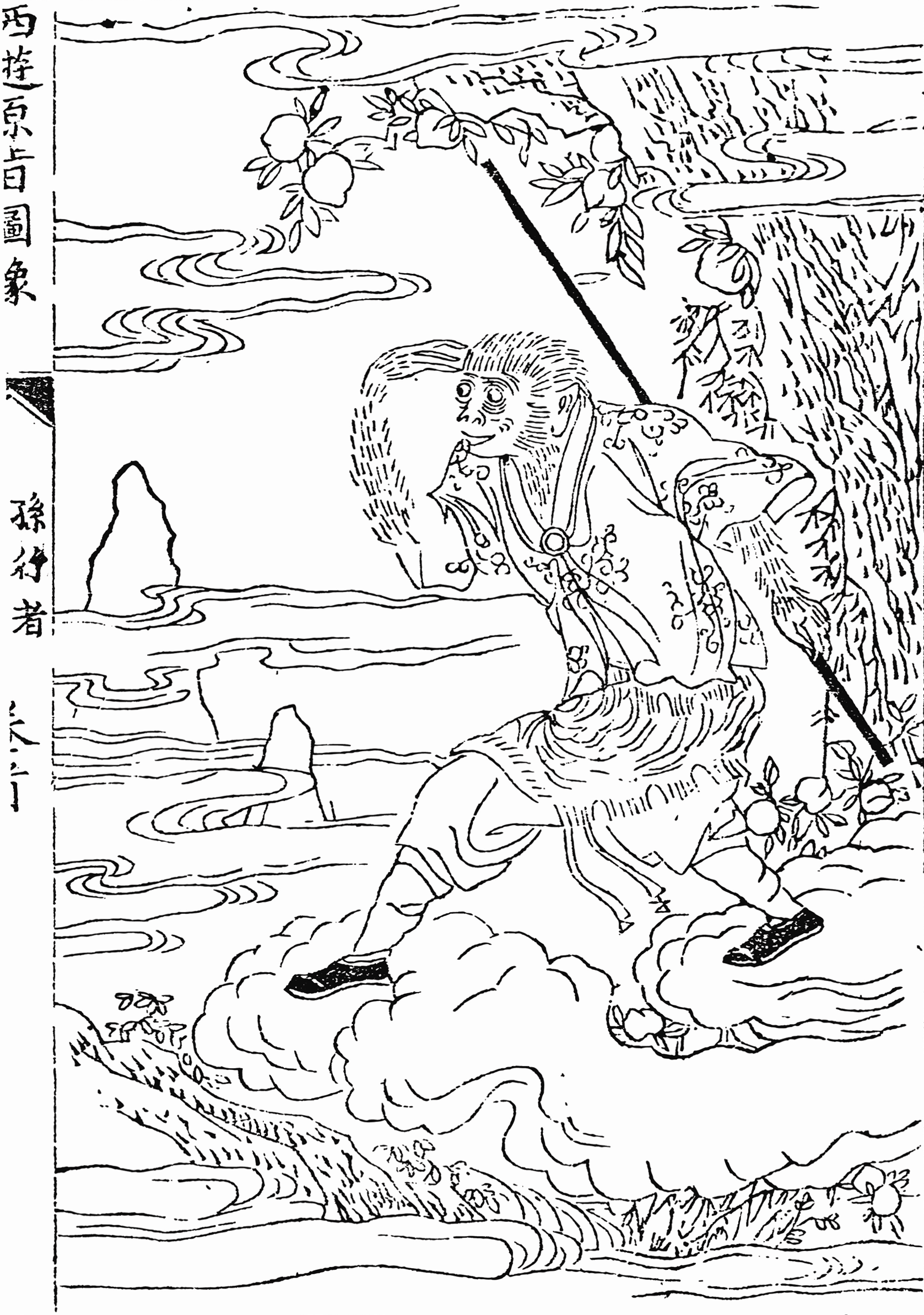
Sun Wukong in una illustrazione cinese del XIX secolo de Il viaggio in Occidente, mentre vola sulla sua nuvola con in mano il suo bastone

Dopo la conclusione di Dr. Slump, Akira Toriyama si consultò con il suo curatore editoriale, Kazuhiko Torishima, per decidere che tipo di opera serializzare in seguito. Conoscendo la passione di Toriyama per i film dell'attore e artista marziale Jackie Chan, Torishima gli consigliò di disegnare uno shōnen manga sul kung fu. Andando in questa direzione, nel 1983 Toriyama realizzò uno one-shot intitolato Dragon Boy e, quando vide che la storia incontrava i favori del pubblico, si decise a proseguire su questa strada anche per il suo serial successivo. Egli pensò di basare il suo manga sul romanzo classico cinese Il viaggio in Occidente, considerando che "in fondo si tratta di una storia assurda e possiede numerosi elementi di avventura". Per giustificare un viaggio simile a quello che i protagonisti affrontano ne Il viaggio in Occidente, Toriyama introdusse l'idea delle sfere del drago e la possibilità di vedersi esaudire un desiderio. Con Goku nei panni di Sun Wukong, Bulma come Sanzang, Olong come Zhu Wuneng e Yamcha a interpretare Sha Wujing, l'autore prevedeva che la storia sarebbe durata circa un anno e che si sarebbe conclusa una volta raccolte tutte le sfere del drago.
Dragon Ball acquisì grande popolarità con l'inizio del Torneo Tenkaichi di arti marziali, che venne in mente a Toriyama ricordandosi che anche le gare e i tornei in Dr. Slump erano stati accolti positivamente. Sicuro che i lettori si sarebbero aspettati Goku come vincitore dei tornei, l'autore gli fece volutamente perdere i primi due, pur continuando a programmare una vittoria finale. Con la progressiva riduzione delle apparizioni dei personaggi che avevano animato l'inizio della storia e il focus sulla crescita di Goku come lottatore, la storia iniziò a discostarsi dalle premesse iniziali. Prendendo ispirazione dal videogioco Kung-Fu Master, in cui i nemici tendono ad apparire in rapida successione, l'autore introdusse quindi il Red Ribbon e la famiglia demoniaca. Con il Grande Mago Piccolo, in particolare, Toriyama desiderava creare un nemico veramente malvagio, dal momento che sentiva che tutti i nemici apparsi fino a quel momento presentavano una pur qualche caratteristica positiva.
Per rendere più facile la realizzazione delle scene di combattimento, Toriyama fece crescere Goku all'età adulta, nonostante il suo curatore editoriale fosse contrario all'idea perché non si vedeva di frequente il protagonista di un manga cambiare così radicalmente. Toriyama rese Goku e compagni i guerrieri più forti della Terra e dopo aver sconfitto anche gli alieni saiyan, li fece avventurare nello spazio. Il personaggio di Freezer, che assoggetta i pianeti per poi rivenderli, venne creato al tempo della bolla economica giapponese e prese ispirazione dagli speculatori edili, che Toriyama definì "le persone peggiori del mondo". Trovando che fosse difficile lavorare con nemici sempre più forti, creò la Squadra Ginew per dare maggiore equilibrio alla serie. Quando pervenne all'idea del Super Saiyan, Toriyama si rese conto che l'unico modo per mostrare il potenziamento subito da Goku fosse farlo trasformare. Inizialmente si preoccupò che la nuova espressione facciale ricordasse troppo quella di un cattivo, ma poi valutò che fosse accettabile, dal momento che la trasformazione era scatenata dalla rabbia.
Dopo Freezer videro poi la luce i cyborg e Cell. Venne inoltre introdotto il concetto di viaggio nel tempo, per fare sì che quelli che erano ormai diventati i combattenti più forti dell'universo si dovessero misurare anche contro il tempo. Questo creò però notevoli difficoltà a Toriyama, che presto si perse nei meandri dei paradossi temporali e si ritrovò a concentrarsi esclusivamente sulle tavole per la settimana in corso, senza pianificare quello che sarebbe successo in seguito. Infine, in una discussione con il suo amico e collega Masakazu Katsura su come non ci fosse niente di più potente di un Super Saiyan, Katsura gli suggerì di fare "fondere" insieme due personaggi, portando alla creazione della tecnica della fusione. La serie trovò quindi la sua conclusione, in modo un po' raffazzonato, dopo l'arco di Majin Bu, dando la sensazione che il finale fosse sopraggiunto più per sfinimento dell'autore — dopo dieci anni ininterrotti di serializzazione — che per dare una naturale conclusione agli eventi narrati.

### Disegni e stile
Nel tentativo di liberarsi dal retaggio occidentale ricorrente nella sua opera precedente, Dr. Slump, Toriyama ricercò deliberatamente uno scenario che ricordasse la Cina, basandosi sull'architettura tipica degli edifici e sulle foto del Paese che sua moglie aveva scattato durante un viaggio. L'isola dove si svolge il Torneo Tenkaichi è modellata su Bali, che lui, la moglie e gli assistenti avevano visitato prima dell'inizio della pubblicazione, mentre per l'area attorno all'astronave di Babidy prese ispirazione da alcune foto dell'Africa. Andando contro la convenzione che i personaggi più forti debbano essere i più grossi in termini di stazza fisica, Toriyama li disegnò come aventi una statura piccola, incluso il protagonista Goku. Nel creare i personaggi, l'autore delineò prima i volti e la struttura corporea e solo successivamente aggiunse i vestiti, prendendo in considerazione il mondo che avrebbero abitato e, nel caso dei lottatori, se si sarebbero potuti muovere con facilità con gli abiti indosso.
Conosciuto per la sua pigrizia nel disegnare, nell'includere scene di lotta Toriyama fece in modo che i personaggi si dirigessero in località inabitate, per evitare di dover disegnare ambientazioni che avrebbero richiesto eccessivi dettagli, come le città, i suoi abitanti e gli eventuali edifici danneggiati dagli scontri. Allo stesso modo, per far procedere velocemente la storia e permettere ai personaggi di viaggiare senza perdite di tempo, introdusse la nuvola Kinto per poi far apprendere a quasi tutti i combattenti la tecnica del volo Bukujutsu; infine diede a Goku l'abilità di teletrasportarsi. Trattandosi di un manga di combattimenti, Toriyama si sforzò di creare battaglie sempre diverse e introdurre nuove tecniche "sempre più spettacolari". Nonostante non amasse l'idea di dare un nome alle varie tecniche di combattimento, il suo curatore editoriale pensò che sarebbe stato meglio farlo, e dunque procedette a chiamare tutte le mosse con un nome specifico. Trovatosi in difficoltà sulla scelta del nome per la tecnica distintiva della serie, venne aiutato dalla moglie che gli consigliò di chiamarla Kamehameha, come una dinastia di re hawaiiani il cui nome, curiosamente, acquistava significato anche in lingua giapponese.
Nella realizzazione della seconda metà della serie, Toriyama ammise di essersi interessato maggiormente alla storia che al disegno vero e proprio, e che, mentre le lotte diventavano più intense, lui cominciò a semplificare i suoi disegni. Dichiarò inoltre di avere ricevuto delle lettere da parte di lettori che si lamentavano del fatto che la grafica fosse diventata "troppo squadrata", per cui intenzionalmente ne accentuò l'effetto. Nel 2013 affermò che poiché Dragon Ball fosse un manga d'azione, l'aspetto più importante era il senso di velocità; evitò quindi di disegnare in modo elaborato, anche se questa sua scelta fu alle volte equivocata per uno scarso interessamento alla veste grafica. Quello che Toriyama desiderava raggiungere con Dragon Ball era semplicemente raccontare una storia "non convenzionale e contraddittoria" e, commentando a proposito del successo internazionale della sua opera, affermò:
(Akira Toriyama)

## Media

### Manga
Scritto e illustrato da Akira Toriyama, il primo capitolo di Dragon Ball venne serializzato in Giappone sul numero 51 del 1984 della rivista Weekly Shōnen Jump, pubblicato nominalmente il 3 dicembre, ma in realtà disponibile all'acquisto dal 20 novembre 1984.

Logo della prima edizione originale di Dragon Ball

I capitoli successivi uscirono a cadenza settimanale e la serie si concluse nel 1995, sul numero 25 di Shōnen Jump di quell'anno, datato 5 giugno, ma pubblicato effettivamente il 23 maggio 1995, quando Toriyama, esausto dalla pubblicazione senza soluzione di continuità, decise che era giunto il momento di prendersi una pausa. I 519 capitoli vennero raccolti in quarantadue volumi tankōbon da Shūeisha e pubblicati tra il 10 novembre 1985 e il 4 agosto 1995. Nel 2002 i capitoli vennero ristampati in una collezione di trentaquattro volumi kanzenban, dalla qualità più elevata e che includeva un finale leggermente riscritto, nuove copertine e illustrazioni aggiuntive a colori, provenienti dall'edizione serializzata. Tra il 2013 e il 2016 Shūeisha ha riproposto un'edizione del manga interamente a colori, denominata Dragon Ball Full Color Edition e disponibile in formato cartaceo e digitale.
L'edizione nordamericana del manga è stata curata da Viz Media. La casa editrice iniziò a pubblicare i singoli capitoli su varie riviste mensili a partire dal 1998, per poi raccoglierli in volumi dal 2000 in poi. Con il tempo la pubblicazione dei capitoli venne interrotta a favore dei soli albi. A partire dal volume 17, al manga venne cambiato il titolo in Dragon Ball Z, per imitare la successione delle serie anime derivate dall'opera ed eliminare una potenziale fonte di confusione per i lettori. La serie venne sottoposta a censure nel 2000, in seguito alle proteste di alcuni genitori, ma una petizione che raccolse oltre 10.000 firme, lanciata appena un anno dopo, convinse la Viz Media a interrompere la censura e innalzare invece il divieto ai minori di 13 anni. I primi tre volumi vennero quindi ristampati senza censure.
La prima edizione europea di Dragon Ball venne pubblicata a partire da maggio 1992 in Spagna da Planeta DeAgostini. Glénat ha curato l'edizione in lingua francese, uscita nel 1993 in Francia. I volumi si succedettero a cadenza bi- trimestrale, fino alla conclusione della serie nel settembre del 2000. Una versione in lingua tedesca uscì invece nell'ottobre 1997 con i primi cinque volumi a cura di Carlsen Comics e divenne il primo manga a essere pubblicato in Germania a conservare il senso di lettura originale giapponese. Ulteriori uscite internazionali seguirono da novembre 1992 a novembre 1995 a Taiwan, da agosto 2000 a settembre 2003 in Svezia, da dicembre 2000 a ottobre 2003 in Brasile e da marzo 2001 a marzo 2008 nei Paesi Bassi e in Belgio. Altri paesi in cui il manga è stato esportato e tradotto sono la Polonia, il Regno Unito, l'Argentina, l'Australia e la Nuova Zelanda.

#### Edizioni italiane
I diritti della versione cartacea di Dragon Ball in italiano furono acquistati da Star Comics durante la seconda metà degli anni novanta e da allora sono state proposte cinque edizioni.
La prima edizione fu stampata dal 1995 al 1997 sulla collana Dragon a cadenza quindicinale. Questa prima versione era formata da sessantadue volumi di centoventotto pagine, contro i quarantadue albi di centosettantatré pagine originali. È stato inoltre il primo manga pubblicato in Italia a mantenere l'impaginazione originale nipponica, con senso di lettura da destra a sinistra.
La prima ristampa, nota come Dragon Ball Deluxe, uscì a un solo anno di distanza dalla prima e venne pubblicata dal 1998 al 2001. Essa presentava un formato in quarantadue volumi identico all'edizione giapponese e manteneva lo stesso adattamento della prima edizione. La seconda ristampa, nota come Dragon Ball New Edition è stata pubblicata tra il 2002 e il 2005, in contemporanea a una versione esclusiva per le fumetterie e librerie, dotata di sovraccoperta e chiamata Dragon Ball Book Edition. Essa presenta delle copertine che riprendono quelle della prima edizione giapponese e un'immagine sulle costine a formare un'illustrazione. L'adattamento è lo stesso della prima edizione, tranne che per l'introduzione di alcune censure, motivate dalle proteste di una madre che presentò ricorso contro la casa editrice, accusando il manga di "pornografia".
La seconda edizione detta Dragon Ball Perfect Edition, pubblicata dal 2006 al 2008, riprende la versione in trentaquattro volumi kanzenban giapponese, ai quali vanno aggiunte le due raccolte di approfondimenti e illustrazioni Dragon Ball Landmark e Dragon Ball Forever. Questa edizione fu la prima a mantenere le pagine a colori presenti nell'originale e venne distribuita assieme a gadget di varie aziende che producevano merchandising legato all'opera. Nonostante sia presente la dicitura «edizione fedele all'originale», l'adattamento è il medesimo utilizzato per le precedenti edizioni — solo in parte fedele all'originale — e inoltre anche in questo caso sono presenti delle censure.
Una terza edizione, o quinta ristampa, nota come Dragon Ball Evergreen Edition, è stata pubblicata a cadenza mensile da ottobre 2011 a marzo 2015. Essa, oltre alle 42 copertine originali, presenta una grafica simile alla ristampa giapponese dei tankōbon del 2009, i commenti dell'autore non presenti nelle vecchie edizioni italiane ed è priva di censure, oltre ad adottare per la prima volta un adattamento fedele all'originale.
A partire da aprile 2017 La Gazzetta dello Sport e il Corriere della Sera in collaborazione con Star Comics, hanno pubblicato una nuova edizione del manga, a cadenza settimanale, con un formato più grande analogo alla kanzenban e adattamento identico alla precedente Evergreen Edition.
La pubblicazione della quarta edizione italiana detta Full Color Edition è iniziata il 24 gennaio 2018 e si è conclusa nel 2020. Composta di 32 volumi, divisi in sei saghe, colorata digitalmente come l'edizione digitale pubblicata da Shūeisha sul proprio sito, mantiene l'adattamento della Evergreen con i commenti dell'autore e senza censure.

### Spin-off e crossover
Toriyama realizzò anche una serie breve, Nekomajin, che divenne un'autoparodia di Dragon Ball. Apparsa per la prima volta nell'agosto 1999, gli otto capitoli del manga sono stati pubblicati in modo irregolare su Weekly Shōnen Jump e Monthly Shōnen Jump fino alla conclusione della storia nel 2005. I capitoli sono stati poi raccolti in un volume kanzenban, pubblicato il 4 aprile 2005. Il capitolo finale del manga di Toriyama Jaco the Galactic Patrolman, invece, ha mostrato che la serie è ambientata prima degli eventi di Dragon Ball, con diversi personaggi che fanno delle apparizioni. I volumi della serie Jaco contengono, inoltre, un capitolo bonus di Dragon Ball in cui è raffigurata la madre di Goku. Due brevi storie illustrate incentrate sul passato di Piccolo e di Vegeta intitolate In the Name of Piccolo Daimao e High Pride! Saiya Prince Vegeta furono pubblicate rispettivamente nel 1989 e nel 1991 sui numeri 4 e 6 della rivista Jump Gold Selection: entrambe sono state scritte dallo storico sceneggiatore della Toei Takao Koyama e disegnate dal character designer Minoru Maeda. Un'ulteriore storia incentrata su Trunks dal titolo Lonely Future Warrior!! Trunks fu pubblicata in appendice all'anime comic dello speciale TV Le origini del mito. È stata scritta da Aya Matsui e disegnata da Minoru Maeda.
Nel 2006, in occasione del 30º anniversario di Kochira Katsushika-ku Kameari kōen-mae hashutsujo (anche chiamato Kochikame), è stato distribuito il 15 settembre un manga speciale intitolato Super Kochikame (超こち亀?, Chō Kochikame). L'opera è composta da una serie di crossover tra il manga e altri fumetti illustri. Il capitolo Kochira Namekku-sei Doragon kōen-mae hashutsujo (こちらナメック星ドラゴン公園前派出所? lett: "Questa è la stazione di polizia di fronte al parco del Drago sul pianeta Namecc") è il crossover tra Dragon Ball e Kochikame, realizzato dai due autori Toriyama e Osamu Akimoto. Nello stesso anno Toriyama collaborò con Eiichirō Oda alla realizzazione di un capitolo crossover tra Dragon Ball e One Piece. Intitolato Cross Epoch (クロスエポック?, Kurosu Epokku), il capitolo è stato pubblicato nell'edizione del 25 dicembre 2006 di Weekly Shōnen Jump.
Un adattamento manga del cortometraggio Dragon Ball: Ossu! Kaette kita Son Goku to nakama-tachi!!, scritto da Takao Koyama e illustrato da Naho Ōishi, è stato pubblicato nelle edizioni del 21 marzo e 21 aprile 2009 di V Jump. Uno spin-off a colori intitolato Dragon Ball SD (ドラゴンボールＳＤ?, Doragon Bōru SD), illustrato anch'esso da Ōishi, è stato distribuito da Shūeisha sulla rivista Saikyō Jump a partire da dicembre 2010. La serie ripercorre in modo sintetico le varie avventure di Goku da bambino, con molti dettagli modificati e uno stile super deformed, da cui il titolo. Dragon Ball: Episodio di Bardack (ドラゴンボール エピソードオブバーダック?, Doragon Bōru episōdo obu Bādakku) è un manga in tre capitoli realizzato da Naho Ōishi e pubblicato sulla rivista mensile V Jump da agosto a ottobre 2011. L'opera è un sequel dello speciale Dragon Ball Z - Le origini del mito posto in uno scenario alternativo in cui Bardock, il padre di Goku, non è morto per mano di Freezer e combatte i suoi nemici trasformandosi in Super Saiyan. Per promuovere l'uscita del film Dragon Ball Z - La battaglia degli dei Ōishi ha realizzato un breve adattamento manga dell'inizio del film, pubblicato nell'edizione di aprile 2013 di Saikyō Jump. Per lo stesso scopo di promozione, tra l'aprile e il giugno del 2015 furono pubblicati su V-Jump tre capitoli speciali che adattano la prima parte del film Dragon Ball Z - La resurrezione di 'F'. Il disegnatore di questo manga, Toyotarō, attualmente sta curando la versione cartacea dell'anime Dragon Ball Super.
A dicembre 2016 sulla rivista digitale Shonen Jump+ è iniziata la pubblicazione di un manga spin-off intitolato Dragon Ball side story: Vita da Yamcha (ドラゴンボール外伝 転生したらヤムチャだった件?, Doragon Bōru gaiden - Tensei shitara Yamucha datta ken, lett. Speciale Dragon Ball: Lo strano caso di reincarnazione in Yamcha) e realizzato da Dragon Garow Lee. La storia, che è composta da tre capitoli, segue uno studente delle superiori, morto e reincarnato in Yamcha, che cerca di sfruttare i suoi ricordi degli eventi per modificare la storia.

### Serie animate

#### Dragon Ball

Logo della serie Dragon Ball

La Toei Animation ha prodotto una serie televisiva anime basata sui primi sedici volumi del manga, intitolata semplicemente Dragon Ball. Essa ripercorre la narrazione a partire dall'incontro fra Bulma e Goku fino alla sconfitta di Piccolo durante il 23º torneo Tenkaichi. La serie è andata in onda in Giappone su Fuji Television dal 26 febbraio 1986 al 12 aprile 1989, per un totale di 153 episodi.

#### Dragon Ball Z

Logo della serie Dragon Ball Z

Invece di continuare l'anime come Dragon Ball, la Toei Animation decise di proseguire l'adattamento con un nuovo nome e chiese a Toriyama di pensare a un titolo adeguato. Dragon Ball Z (ドラゴンボールZ?, Doragon Bōru Zetto), spesso abbreviato in DBZ e trasmesso da Mediaset come What's My Destiny Dragon Ball, riprende cinque anni dopo gli eventi della prima serie e si basa sugli ultimi 26 volumi del manga. È stata trasmessa in Giappone su Fuji Television a partire dal 26 aprile 1989 ed è proseguita per 291 episodi, fino alla sua conclusione il 31 gennaio 1996.

#### Dragon Ball GT

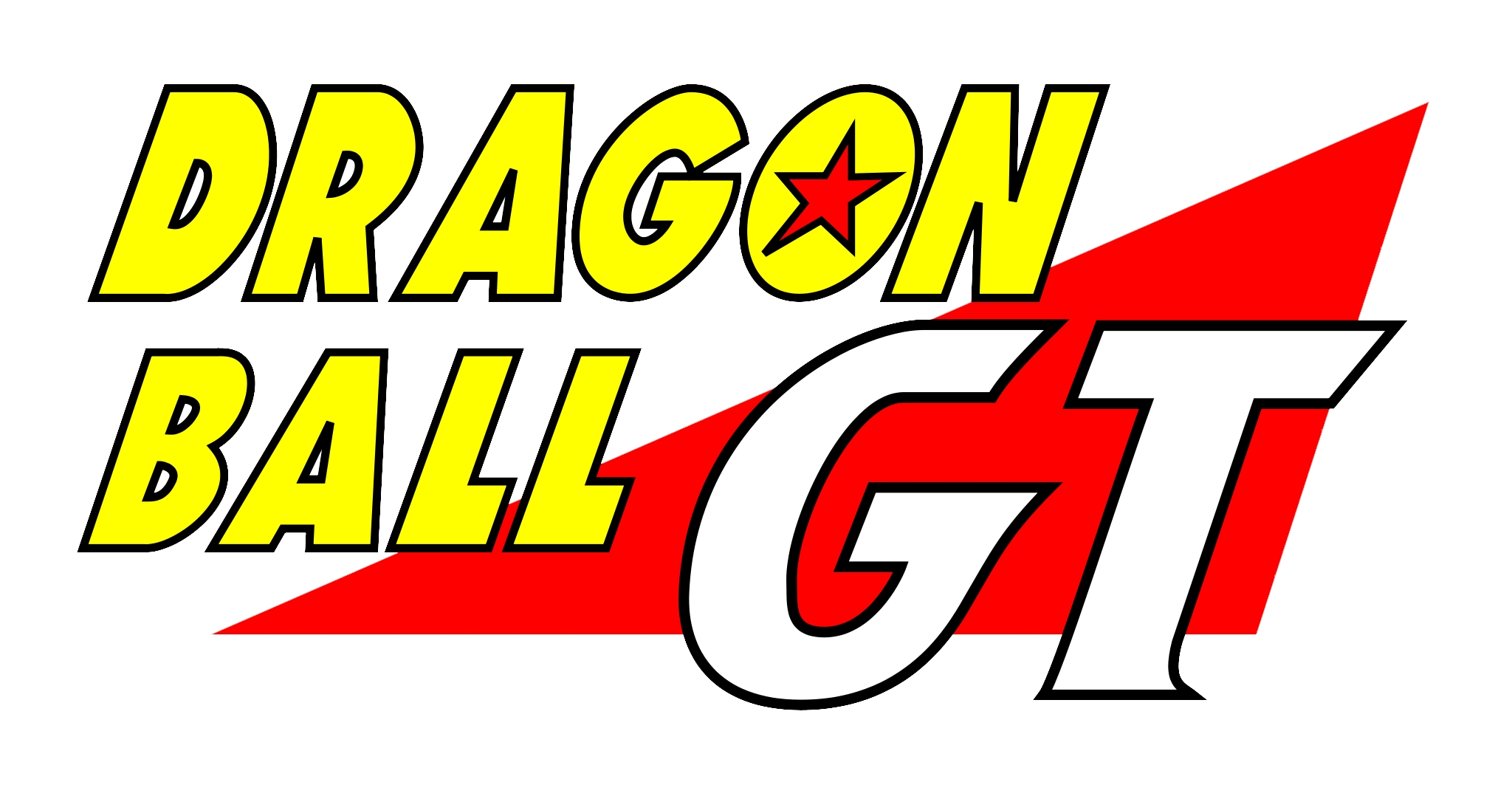
Logo della serie Dragon Ball GT

Visto il successo delle prime due serie, la Toei Animation decise di crearne una terza, intitolata Dragon Ball GT (ドラゴンボールGT?, Doragon Bōru Jī Tī). A differenza dei primi due anime non è basata sul manga Dragon Ball di Toriyama, ma è stata creata dalla Toei come sequel della serie originale, riprendendo gli eventi dall'allenamento di Goku con Ub. Il mangaka è tuttavia intervenuto personalmente nella creazione dei personaggi e nel creare il logo e il titolo della serie. L'anime è andato in onda su Fuji TV dal 7 febbraio 1996 al 19 novembre 1997, per un totale di 64 episodi.

#### Dragon Ball Kai

Logo della serie Dragon Ball Kai

Per festeggiare il 20º anniversario della seconda serie è stato creato un restyling in alta definizione dello Z intitolato Dragon Ball Kai (ドラゴンボール改?, Doragon Bōru Kai, lett. "Dragon Ball revisionato"). I primi 98 episodi, che coprono gli eventi dall'arrivo di Radish fino alla sconfitta di Cell, sono stati trasmessi da Fuji TV dal 5 aprile 2009 al 27 marzo 2011; mentre il 6 aprile 2014 è andata in onda la prima puntata dell'arco di Majin Bu, l'ultimo arco narrativo che porterà a conclusione la storia con un totale di 159 episodi.

#### Dragon Ball Super

Logo della serie Dragon Ball Super

Dragon Ball Super (ドラゴンボール超?, Doragon Bōru Sūpā) è una serie televisiva anime mandata in onda dal 5 luglio 2015 al 25 marzo 2018. Essa costituisce un midquel di Dragon Ball, posizionandosi tra il capitolo 517 e 518 del manga, e un reboot dei film Dragon Ball Z - La battaglia degli dei e Dragon Ball Z - La resurrezione di 'F'. Toriyama è stato confermato come supervisore del progetto ed è coinvolto nella scrittura e nel character design dell'opera.

#### Dragon Ball Daima

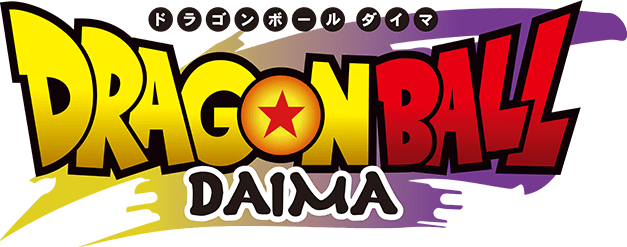
Logo della serie Dragon Ball Daima

In occasione del quarantesimo anniversario del manga è stata prodotta la serie Dragon Ball Daima (ドラゴンボールDAIMA?, Doragon Bōru Daima), con la partecipazione di Akira Toriyama per la storia e il character design. La serie è stata originalmente annunciata al New York Comic Con 2023 ed è stata trasmessa dall'11 ottobre 2024 al 28 febbraio 2025 come primo programma di un nuovo contenitore anime di Fuji Television.

### Film
Sono stati prodotti ventuno film d'animazione ambientati nell'universo di Dragon Ball. I primi tre lungometraggi sono basati sulla prima serie anime, mentre i rimanenti includono quindici film su Dragon Ball Z, uno speciale per il decimo anniversario dell'anime, anche questo basato sulla prima serie, e due film su Dragon Ball Super. I film sono racconti alternativi di eventi della serie televisiva o spin-off non correlati alla linea temporale principale. L'eccezione è costituita da Dragon Ball Z - La battaglia degli dei, uscito nel 2013, e Dragon Ball Z - La resurrezione di 'F', del 2015, che sono ambientati al termine degli eventi narrati nel manga e che hanno visto Toriyama impegnato in prima persona nel processo di produzione.
Un adattamento live action non ufficiale della serie è uscito nel 1990 in Corea del Sud con il titolo Dragon Ball (드래곤볼). Un film analogo in cinese, intitolato Dragon Ball - Il film (新七龍珠 神龍的傳說S, Xīn qī lóng zhū shén lóng de chuán shuōP), è stato prodotto a Taiwan nel 1991.
La 20th Century Fox acquistò i diritti per la realizzazione di un film su Dragon Ball nel marzo 2002 e nel 2007 avviò la produzione di adattamento live action statunitense intitolato Dragonball Evolution. Diretto da James Wong e prodotto da Stephen Chow, il lungometraggio è uscito in anteprima in Giappone il 10 marzo 2009, mentre nelle sale cinematografiche statunitensi e italiane il 10 aprile.

### Special televisivi, OAV e cortometraggi
Fuji TV trasmise in Giappone tre special televisivi basati sulla serie. Il primo Dragon Ball Z - Le origini del mito (たったひとりの最終決戦〜フリーザに挑んだZ戦士 孫悟空の父〜?, Tatta hitori no saishū kessen ~Furīza ni idonda zetto-senshi Son Gokū no chichi~) è stato trasmesso il 17 ottobre 1990. Dragon Ball Z - La storia di Trunks (絶望への反抗!!残された超戦士・悟飯とトランクス?, Zetsubō e no hankō!! Nokosareta chō-senshi•Gohan to Torankusu) è basato sul capitolo speciale del manga che descrive il futuro alternativo di Trunks ed è andato in onda il 24 febbraio 1993. L'ultimo special, Dragon Ball GT: L'ultima battaglia (悟空外伝! 勇気の証しは四星球?, Gokū gaiden! Yūki no akashi wa sūshinchū), è stato trasmesso il 26 marzo 1997. Un crossover in due parti, della durata totale di un'ora, tra Dragon Ball Z, One Piece e Toriko, intitolato Dream 9 Toriko & One Piece & Dragon Ball Z Chō Collaboration Special!!, è andato in onda il 7 aprile 2013.
L'OAV Dragon Ball Z: Atsumare! Goku World (ドラゴンボール Ｚ あつまれ！ 悟空ワールド?, Doragon Bōru Zetto Atsumare! Gokū Wārudo), della durata di 26 minuti, è stato realizzato nel 1992 in occasione dell'uscita della console-giocattolo Terebikko e illustra in modo divertente alcune delle principali avventure di Goku, a partire dal primo allenamento con il Maestro Muten, fino all'arrivo di Trunks. Un OAV in due episodi intitolato Dragon Ball Z Gaiden: Saiyajin zetsumetsu keikaku (ドラゴンボールZ外伝 サイヤ人絶滅計画?, Doragon Bōru Zetto Gaiden: Saiyajin zetsumetsu keikaku) è stato tratto nel 1993 dal videogioco omonimo. Un remake intitolato Dragon Ball - Piano per lo sterminio dei Super Saiyan (ドラゴンボール 超サイヤ人絶滅計画?, Doragon Bōru: Suupaa Saiyajin zetsumetsu keikaku) è stato distribuito come contenuto speciale del videogioco Dragon Ball: Raging Blast 2, a partire dall'11 novembre 2010.
In occasione del Jump Super Anime Tour, che celebrava il 40º anniversario di Weekly Shōnen Jump, è stato realizzato il cortometraggio Dragon Ball: Ossu! Kaette kita Son Goku to nakama-tachi!! (オッス！帰ってきた孫悟空と仲間たち！！?), trasmesso online dal 24 novembre 2008. Un adattamento animato di 20 minuti del manga spin-off di Naho Ōishi Dragon Ball: Episode of Bardock (ドラゴンボール：エピソードオブバーダック?, Doragon Bōru: Episōdo obu Bādakku) è stato proiettato il 17 e 18 dicembre 2011 al Jump Festa 2012 e distribuito in DVD il 3 febbraio 2012, come allegato alla rivista Saikyō Jump.
Il successo dell'anime di Dragon Ball in Italia fu tale che spinse Mediaset a realizzare nel 2003 una serie di dieci episodi denominata Dragon Ball - Le grandi battaglie, un collage di alcune battaglie presenti in Dragon Ball e Dragon Ball Z.

### Giochi e videogiochi
Dragon Ball ha generato numerosi videogiochi di vari generi e per diverse console. I primi giochi della serie includono un sistema di carte da gioco che segue le vicende del manga e sono stati pubblicati per il Nintendo Entertainment System. Con l'avvento delle console Super Nintendo Entertainment System, Sega Mega Drive, Sega Saturn e PlayStation la maggior parte dei videogiochi passarono a essere picchiaduro a incontri o giochi di ruolo; tra i titoli si segnala la serie Dragon Ball Z: Super Butōden. Per i giochi sviluppati per PlayStation 2 e PlayStation Portable, i personaggi furono creati per la prima volta in 3D con animazione cel-shaded. Questi videogiochi includono le serie Dragon Ball Z: Budokai e Dragon Ball Z: Budokai Tenkaichi. Dragon Ball Z: Burst Limit è stato il primo gioco di Dragon Ball a essere sviluppato per PlayStation 3 e Xbox 360. Un MMORPG chiamato Dragon Ball Online è stato attivo in Corea, Hong Kong e Taiwan dal 2009 al 2013, quando i server vennero chiusi.
L'azienda Bandai ha prodotto due giochi di carte collezionabili basati sulle serie anime di Dragon Ball. Il primo, che si rifà a Dragon Ball Z e Dragon Ball GT, è uscito nel 2000 ed è stato interrotto nel 2006 con 18 espansioni all'attivo. Il secondo si basa su tutti e tre gli adattamenti animati ed è stato prodotto da luglio 2008 al 2013, per un totale di cinque espansioni.
I personaggi di Dragon Ball compaiono anche in alcuni videogiochi crossover, come per esempio J-Stars Victory Vs, dove sono presenti Goku, Vegeta e Freezer, e Jump Force, dove ci sono sempre Goku, Vegeta e Freezer più Trunks del futuro, Piccolo, Cell e Good Bu.

### Databook
Sono stati realizzati numerosi databook (manuali con dati aggiuntivi e approfondimenti) relativi a Dragon Ball. I primi e più importanti sono stati i Daizenshuu (大全集?), una serie di sette volumi brossurati e tre libri tascabili supplementari, pubblicati al termine della serializzazione della serie, dal 1995 al 1996. Essi coprono il materiale del manga, delle prime due serie animate e dei relativi film e contengono approfondimenti e interviste a Toriyama e ad altre persone legate alla creazione della serie. Il primo, Dragon Ball: The Complete Illustrations, è stato pubblicato in Giappone il 20 giugno 1995 ed è l'unico a essere stato tradotto anche in italiano, il 1º dicembre 1997, da Star Comics con il titolo di Dragon Ball Enciclopedia. Esso contiene tutte e 264 le illustrazioni a colori realizzate da Toriyama per le copertine dei numeri di Weekly Shōnen Jump e le copertine dei quarantadue tankōbon originali. I rimanenti non sono mai stati esportati al di fuori del Giappone e sono esauriti. Dal 4 febbraio al 9 maggio 2013 delle versioni ridotte dei Daizenshuu, con alcune informazioni aggiornate, sono state pubblicate nella serie di quattro volumi Chōzenshū (超全集?). Due manuali di approfondimento su Dragon Ball GT, Dragon Ball GT Perfect Files furono pubblicati a maggio e dicembre 1997 da Shūeisha e includono informazioni sulla serie, illustrazioni, e altri approfondimenti; sono stati esauriti per diversi anni, prima di essere ristampati ad aprile 2006.
In occasione dell'uscita dell'edizione kanzenban del manga e della pubblicazione della serie anime in DVD per la prima volta in Giappone, furono pubblicati quattro nuovi databook nel 2003 e 2004. Dragon Ball Landmark e Dragon Ball Forever riguardano il manga, mentre Dragon Ball: Tenkaichi densetsu (ドラゴンボール 天下一伝説?) e Dragon Ball Z: Son Goku densetsu (ドラゴンボールZ 孫悟空伝説?) coprono, rispettivamente le prime due serie anime. Gran parte del materiale di questi manuali proviene dai già citati Daizenshuu, ma includono anche nuovo materiale, come interviste all'autore, ai doppiatori e allo staff dell'anime.
In seguito all'uscita in Giappone di Dragon Ball Kai, furono pubblicati ulteriori quattro databook: la guida in due volumi Dragon Ball: Super Exciting Guide (ドラゴンボール 超エキサイティングガイド?) nel 2009, che tratta il manga, e il manuale Dragon Ball: Extreme Battle Collection (ドラゴンボール 極限バトルコレクション?) nel 2010, sempre in due volumi, che copre le due serie anime. Questi volumi includono nuove sessioni di domande e risposte con Toriyama e rivelano alcuni nuovi dettagli sul mondo e sui personaggi della serie. il 2010 ha visto anche l'uscita di un nuovo artbook intitolato Dragon Ball Anime Illustration 'kogane no senshi' (ドラゴンボール アニメイラスト集 「黄金の戦士」?), una sorta di controparte anime del Daizenshuu Complete Illustrations, più orientato al manga. Esso presenta una serie di illustrazioni originali per l'anime e interviste ai tre maggiori character designer della serie.

## Accoglienza

Foglio di francobolli dedicato a Dragon Ball Kai emesso dalle poste giapponesi

Dragon Ball è una delle serie manga più popolari di tutti i tempi. Al 2000 erano stati venduti in Giappone 126 milioni di volumi tankōbon. Al 2011 il numero di copie vendute ha superato i 156 milioni in patria e i 230 milioni a livello mondiale, rendendolo il secondo manga di Weekly Shōnen Jump più venduto di sempre dopo One Piece e subito prima di Kochikame. Secondo i dati pubblicati da Shūeisha, nel 2014 le vendite dei volumi del manga hanno raggiunto i 159 500 000 di unità. L'edizione deluxe di Dragon Ball è stato il manga più venduto della storia dell'editoria italiana, con 150 000 copie circa vendute per ogni numero, e nessun altro manga pubblicato successivamente ha raggiunto i picchi delle sue vendite. Anche in Germania Dragon Ball detiene il primato di manga più venduto in assoluto, con oltre sei milioni di copie vendute tra il 1997 e il 2006.
Secondo i dati pubblicati da Lycos, "Dragonball" è stato il secondo termine più digitato nei motori di ricerca di internet nel decennio che va dal settembre 1995 al settembre 2005. Nel 2006 Dragon Ball si classificò al 3º posto, dietro a Slam Dunk e Le bizzarre avventure di JoJo, in un sondaggio sui migliori manga di sempre, condotto su un campione di 80 000 fan giapponesi in occasione del decimo anniversario del Japan Media Arts Festival. In un sondaggio condotto nel 2010 dalla Tokyo Polytechnic University sull'aspetto della cultura giapponese che rappresenta meglio all'estero il concetto di Cool Japan, il manga di Dragon Ball emerse al primo posto all'interno della categoria del fumetto giapponese con il 61,5% di voti, primo posto raggiunto anche dal franchise anime derivato dalla serie, a pari merito con Doraemon con il 47,7% di preferenze, nella categoria dell'animazione. Diversamente, nel mese di febbraio 2013, la società di ricerca Neo Marketing chiese in un sondaggio condotto su un pubblico di età compresa tra i venti e i sessantanove anni quali potrebbero essere gli anime più raccomandabili per un pubblico estero, e nella lista dei titoli più votati Dragon Ball raggiunse il 3º posto. In un resoconto pubblicato il 3 agosto 2012 da Oricon, è emerso che Dragon Ball è la serie manga e anime più conosciuta al mondo e più facilmente riconoscibile anche dal grande pubblico di non appassionati. Nel sondaggio Manga Sōsenkyo 2021 indetto da TV Asahi, 150 000 persone hanno votato la loro top 100 delle serie manga e Dragon Ball si è classificata al 5º posto.

### Critica
James S. Yadao, l'autore di The Rough Guide to Manga, sostiene che i primi capitoli dell'opera "si svolgono come Il viaggio in Occidente con l'aggiunta dell'umorismo tipico di Dr. Slump" e che, soprattutto in questa prima fase, Dr. Slump ha avuto una notevole influenza su Dragon Ball. Il critico ritiene che la serie ha "stabilito la sua identità caratteristica" dopo che il gruppo di Goku si scioglie e il giovane viene allenato dal Maestro Muten: da questo punto la storia sviluppa un "tono più d'azione e sinistro" con battaglie più "violente" e un numero di morti maggiore, anche se l'umorismo non abbandona mai completamente la scena. Viene giudicato positivamente anche il progressivo cambio di stile dell'autore, in cui i personaggi "perdono l'aspetto rotondo e innocente, introdotto a partire da Dr. Slump, e acquisiscono dei tratti più squadrati, che risaltano dalle pagine grazie alla loro energia e intensità".
Marco Pellitteri lo considera un "prodotto estremamente standardizzato" e povero di approfondimenti tematici e meriti artistici, ma ammette che proprio la sua semplicità e immediatezza ha permesso all'opera di andare incontro ai gusti dei giovani lettori e di ottenere il successo che ha avuto. La rivista Animerica, invece, ha affermato che la serie possiede un "appeal mondiale", grazie all'uso di un ritmo serrato e scene di combattimento sopra le righe, per "mantenere alto il livello di tensione e lasciare il pubblico a bocca aperta". Secondo Takashi Murakami "la narrazione ciclica e senza fine di Dragon Ball procede in modo plausibile, senza strappi e con grande eleganza".
Jason Thompson ha elogiato lo stile grafico di Toriyama, "unico per una serie di avventura all'epoca, capace di conferire al suo variegato mondo di fantasia un aspetto cartoonesco e invitante". E, nonostante lo giudichi inferiore per innovazione e dettaglio alla precedente opera dell'autore, Dr. Slump, lo valuta come un ottimo prodotto per giovani lettori. La seconda parte del manga viene descritta come "alternare brevi periodi di emozionante imprevedibilità a lunghi periodi di tedio", complici anche le frequenti battaglie, splendide dal punto di vista coreografico, ma alla fine ripetitive. Thompson ha individuato nella particolarità del disegno, in parte comico e in parte fantascientifico, nella presenza di buchi narrativi, che hanno permesso ai fan di creare tutta una serie di speculazioni, nell'ambientazione, non puramente cinese né occidentale, ma con elementi asiatici e mediorientali, nelle scene di combattimento, con l'esponenziale aumento di forza dei personaggi, e nell'abilità di Toriyama di giocare con le aspettative dei fan le ragioni del successo planetario del manga.

### Controversie
Nel novembre del 1999 la catena statunitense Toys "R" Us rimosse dagli scaffali dei suoi negozi tutte le copie del manga Dragon Ball, quando un genitore di Dallas si lamentò che la serie conteneva materiale "al limite del porno soft". Commentando l'accaduto, la critica Susan J. Napier lo ha imputato alle differenze tra la cultura giapponese e occidentale. In seguito alla vicenda Viz Media, l'editore nordamericano della serie, iniziò a censurare il manga, per mantenere gli stessi livelli di distribuzione; in seguito alle proteste dei fan, tuttavia, nel 2001 la casa editrice annunciò che Dragon Ball non avrebbe subito ulteriori censure e ristampò in versione integrale i tre volumi che erano stati censurati. Nell'ottobre del 2009 il dipartimento della pubblica istruzione della Contea di Wicomico in Maryland bandì il manga dal loro distretto scolastico a causa dei suoi "contenuti sessuali".
In Italia nel 2000 scoppiò il "caso Dragon Ball": una madre, sfogliando un numero della serie comprato dal figlio, lesse la parte in cui Bulma fa vedere le mutandine al maestro Muten ignara del fatto che Goku gliele avesse tolte la sera prima e, considerandola non adatta ai bambini, si rivolse all'associazione Cittadinanzattiva, che presentò un esposto alla Procura della Repubblica di Roma nei confronti dell'editore Star Comics. La scena incriminata fu accusata di favorire la pedofilia ma, malgrado ciò, la vicenda si sgonfiò in poco tempo senza alcuna conseguenza, se non che nelle due ristampe successive la Star Comics, per evitare ulteriori polemiche e azioni legali, decise di censurare la scena incriminata e nella pagina iniziale di tutti i manga pubblicati dalla casa editrice venne inserita un'avvertenza in cui si specificava che tutti i personaggi, sebbene siano soltanto delle rappresentazioni grafiche, sono maggiorenni, nonostante Goku stesso, protagonista della serie, fosse ancora un bambino. Una scena simile si ripeté nel 2002, quando un medico dei servizi sociali, entrato in possesso del numero in questione, presentò il fascicolo alla procura di Perugia, ma anche in questo caso non vennero presi provvedimenti.

## Eredità culturale
Dragon Ball è considerato uno degli artefici principali della cosiddetta "età dell'oro di Jump", il periodo tra la metà degli anni ottanta e la metà degli anni novanta, quando la circolazione dei manga della rivista era al suo picco massimo. In un sondaggio condotto nel 2007 da Oricon su un campione di mille persone, Son Goku, il protagonista del franchise, si è classificato al primo posto come "personaggio manga più forte di tutti i tempi". Il suo viaggio e la sua forza sempre crescente lo hanno portato a conquistare "l'ammirazione di giovani di ogni dove" e, anche a distanza di decenni dalla sua prima apparizione, Goku continua ad avere una grande influenza nel mondo degli anime e manga, in particolare sulle dinamiche degli shōnen. Numerosi mangaka, tra cui Eiichirō Oda e Masashi Kishimoto, creatori rispettivamente di One Piece e Naruto, hanno dichiarato che Goku ha ispirato i protagonisti delle loro due storie e la loro struttura generale. Questi e altri popolari autori giapponesi contemporanei hanno omaggiato Dragon Ball realizzando delle illustrazioni dei personaggi della serie nel loro stile personale, disegni che sono stati poi allegati ai volumi dell'edizione kanzenban giapponese.
Il critico Jason Thompson ha affermato nel 2011 che "Dragon Ball è di gran lunga lo shōnen manga più influente degli ultimi trent'anni" e, al giorno d'oggi, quasi ogni autore di Shonen Jump lo elenca tra le sue opere preferite e ne ha attinto in qualche modo". La caratteristica della serie, di "passare da manga comico/di avventura a manga quasi esclusivamente di combattimento", e la sua formula base, costituita da "abbondanza di arti marziali, sequenze di allenamento, alcune battute", sono diventati il modello per numerosi altri manga shōnen. Thompson ha anche descritto lo stile di Toriyama come influente e l'ha citato come uno dei motivi per la popolarità della serie.
La serie e i personaggi hanno ispirato omaggi e parodie in tutto il mondo: Dragon Fall è una serie argentina realizzata da Nacho Fernandez e Alvaro Lopez dal 1997 e pubblicata da Hi No Tori Studio, che ricalca lo stile di Dragon Ball Z in chiave umoristica e aggiunge numerose altre parodie di manga, fumetti, film e cartoni alla parodia principale; Dragor Pall è un fumetto italiano demenziale e satirico ispirato ai personaggi di Toriyama e pubblicato dalla casa specializzata in parodie Zero Press.
Dragon Ball AF è un'ipotetica serie sequel di cui è circolata la storia in Internet per anni ma di cui Toriyama ha sempre negato di essere l'artefice. La voce sorse probabilmente da una fan art del lettore David Montiel Franco inviata alla rivista spagnola Hobby Consolas e, data la popolarità delle serie originali, ebbe una risonanza mediatica molto marcata, tanto da essere citata in numerose riviste specializzate e fan site di tutto il mondo e dando vita a molteplici fanfiction, spesso spacciate per essere le trame autentiche della fantomatica serie. L'inconsistenza delle voci ha fatto supporre, e in seguito confermare, che si trattasse di una bufala: si ritiene, infatti, che la sigla AF sia l'acronimo di Another-Future, o di April's Fool ("pesce d'aprile"). Traendo spunto da quella che era ormai considerata una leggenda metropolitana, alcuni autori hanno realizzato negli anni dei dōjinshi non ufficiali su Dragon Ball AF, comparsi esclusivamente sui loro blog personali. Uno di essi, Toyble, in seguito ribattezzatosi Toyotarō, ottenne un successo tale da essere ingaggiato dalla Shūeisha a partire dal 2012 come disegnatore ufficiale dei manga di Dragon Ball. I designer francesi Salagir e Gogeta Jr hanno creato invece il fumetto online Dragon Ball Multiverse come seguito non ufficiale di Dragon Ball.

## Merchandising
La Shueisha ha dato i diritti per la distribuzione di merchandising legato a Dragon Ball alla Bandai, che nel corso degli anni ha prodotto portachiavi, statuette, action figure, gashapon, carte da collezione, prodotti per la scuola, figurine, borse e articoli di vario genere. La divisione statunitense dell'azienda è la maggior licenziataria anche sul mercato americano, affiancata dalle compagnie Irwin Toy e Jakks Pacific. In Canada e in altri paesi francofoni il merchandising della serie è stato distribuito dalla francese AB Groupe. In Italia la produzione e distribuzione dei prodotti è stata affidata a diverse aziende licenziatarie, tra cui Gruppo Giochi Preziosi, Edibas, Namco Bandai e Yamato Video, che hanno coperto tutte le principali categorie merceologiche. Anche grazie al successo delle serie televisive trasmesse in contemporanea su Italia 1, il merchandising della serie ha generato un fatturato di 180 000 000 euro.
Paul Nojima, il presidente di Bandai America, ha dichiarato che «Dragon Ball è stata una delle linee di giocattoli di maggior successo nella storia di Bandai». Nel 1997 i ricavi mondiali delle vendite correlate al suo merchandising sono state stimate in 2,95 miliardi di dollari. Il brand si è rivelato vincente anche nel lungo periodo e continua a generare profitti costanti anche a distanza di anni dalla sua uscita. Secondo i dati del 2010, il brand ha prodotto nel 2008 17,8 miliardi di yen di fatturato, scendendo progressivamente a 15,8 nel 2009 e a 12,5 nel 2010 e posizionandosi così all'undicesimo posto tra i character dell'azienda in quel periodo. I dati del 2014 attestano 11,8 miliardi di yen nel 2011, 8,9 nel 2012, 11,4 nel 2013 e 13,8 nel 2014.